# Tumulus de Tilly
 (septembre 2021).
Si vous disposez d'ouvrages ou d'articles de référence ou si vous connaissez des sites web de qualité traitant du thème abordé ici, merci de compléter l'article en donnant les références utiles à sa vérifiabilité et en les liant à la section « Notes et références ».
Le tumulus de Tilly est une tombe gallo-romaine située sur le territoire de Tilly, village de la commune de Villers-la-Ville, dans la province du Brabant wallon, en Belgique.

## Situation
Le tumulus de Tilly est situé au bout de la rue de la Tombe, dans l'ancien hameau appelé Le Strichon, dans la partie nord de Tilly.